# La Fête à la maison : 20 Ans après
Cet article concerne le reboot de 2016. Pour la série originale de 1987, voir La Fête à la maison.
La Fête à la maison
La Fête à la maison : 20 Ans après (Fuller House, littéralement Une maison bien plus remplie) est une sitcom américaine en 75 épisodes d'environ 30 minutes créée par Jeff Franklin, produite par Jeff Franklin Productions et Miller-Boyett Productions en association avec Warner Horizon Television, et diffusée entre le 26 février 2016 et le 2 juin 2020 sur Netflix. C'est la suite de la série La Fête à la maison (Full House) diffusée entre 1987 et 1995.

## Synopsis
À San Francisco, D.J Tanner-Fuller, récemment veuve, est désormais une vétérinaire et mère de trois garçons. Son mari Tommy, pompier, est mort dans un incendie. Stéphanie Tanner, sa sœur, décide alors de prendre une pause dans sa carrière pour aider sa sœur et emménage avec elle dans la maison familiale. Kimmy Gibbler (meilleure amie de D.J) emménage aussi accompagnée de son adolescente : Ramona.

## Distribution

### Acteurs principaux
- Candace Cameron Bure (VF : Virginie Kartner) : D.J Tanner-Fuller
- Jodie Sweetin (VF : Flora Kaprielian) : Stéphanie Tanner
- Andrea Barber (VF : Natacha Muller) : Kimmy Gibbler
- Michael Campion (VF : Catherine Desplaces) : Jackson Fuller
- Elias Harger (VF : Gwenaëlle Jegou) : Max Fuller
- Soni Nicole Bringas (VF : Adeline Chetail) : Ramona Gibbler
- Juan Pablo Di Pace (VF : Loic Houdré) : Fernando Hernandez Guerero Fernandez Guerrero (récurrent saison 1, principal depuis la saison 2)
- Scott Weinger (VF : Erwan Zamor) : Steve Hale (récurrent saisons 1 à 3, principal depuis la saison 4)
- Adam Hagenbuch (VF : Benjamin Gasquet) : Jimmy Gibbler (récurrent depuis la saison 2)
- Dashiell et Fox Messitt : Tommy Fuller, Jr.

Photos des acteurs principaux
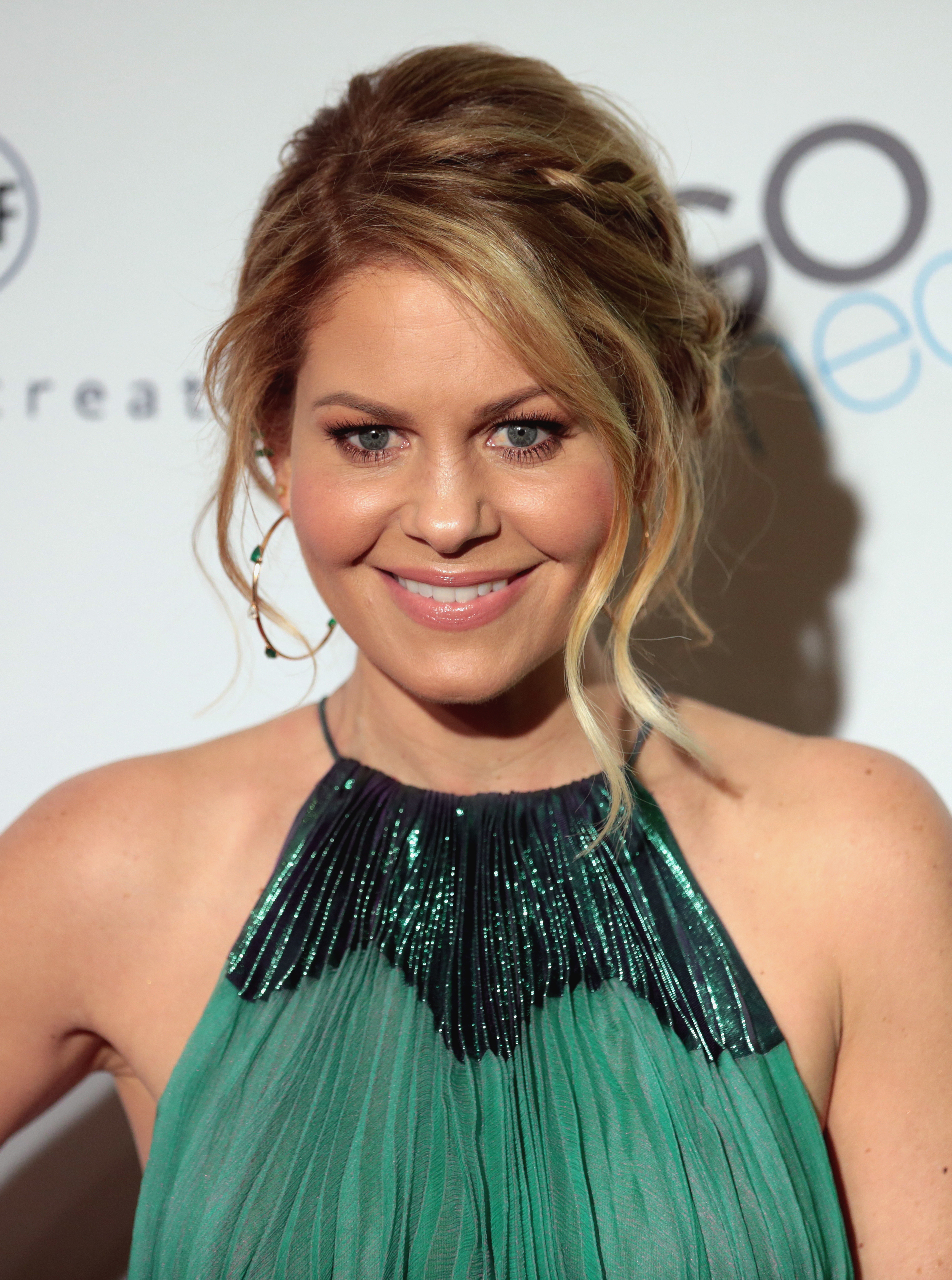
Candace Cameron Bure dans le rôle de D.J Tanner-Fuller.
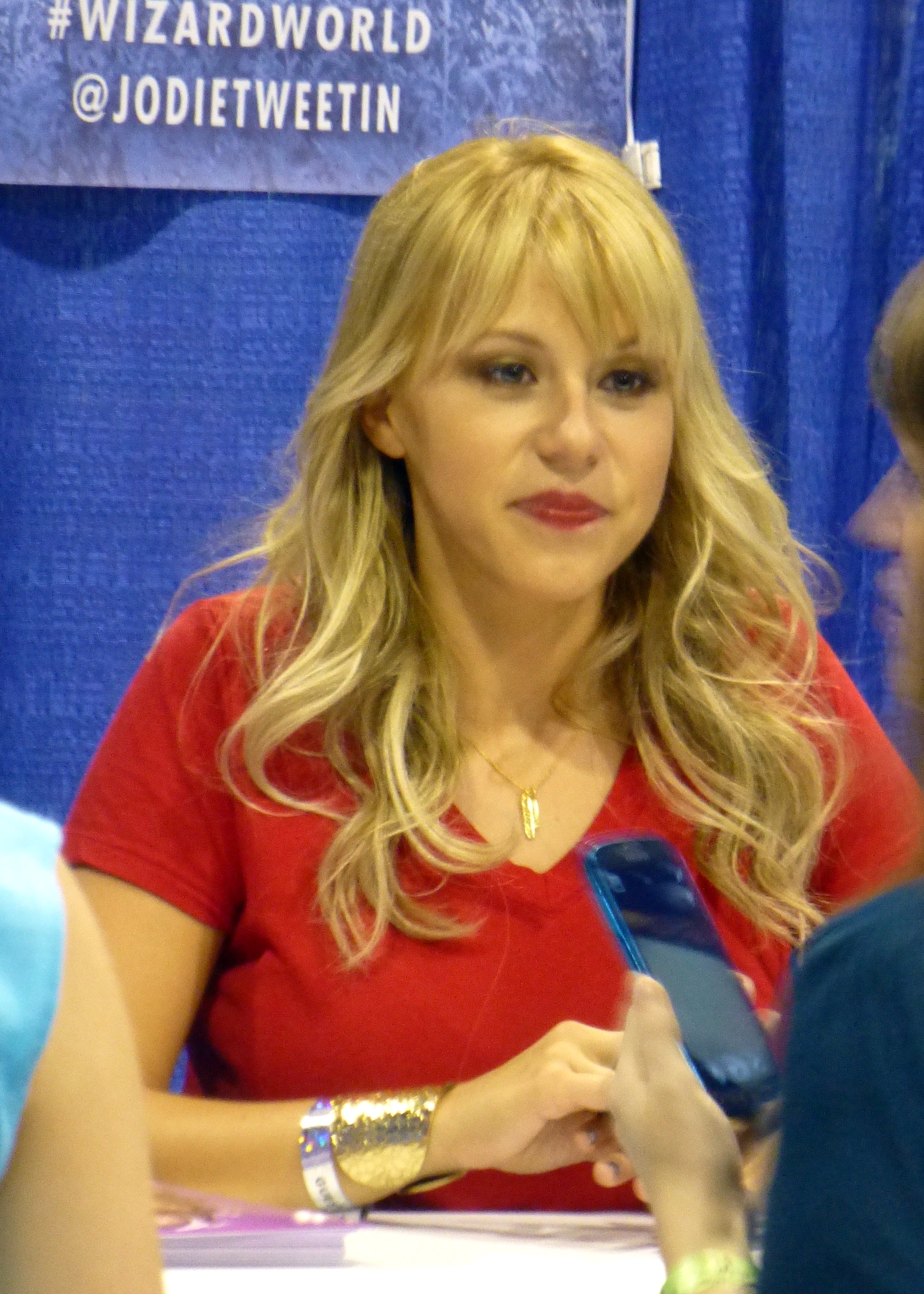
Jodie Sweetin dans le rôle de Stéphanie Tanner.
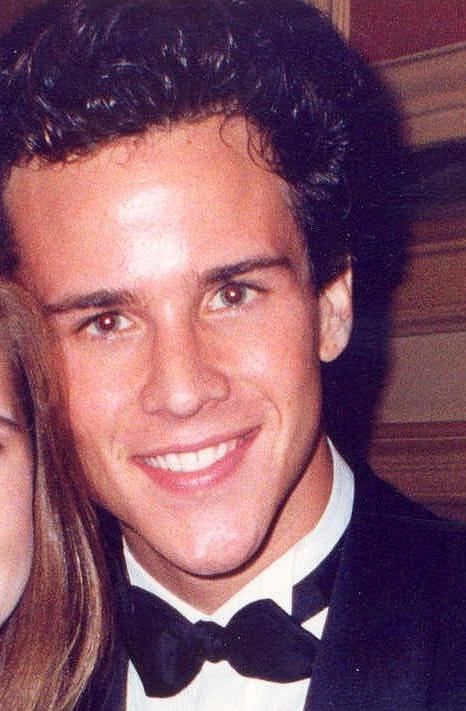
Scott Weinger dans le rôle de Steve Hale

### Acteurs récurrents
- John Brotherton (VF : Stéphane Pouplard) : Dr Matt Harmon
- John Stamos (VF : Olivier Destrez) : Jesse Katsopolis
- Bob Saget (VF : Éric Aubrahn) : Danny Tanner
- Dave Coulier (VF : Jean-François Vlérick) : Joey Gladstone
- Lori Loughlin (VF : Olivia Dutron) : Rebecca « Becky » Donaldson-Katsopolis (saisons 1 à 4)
- Blake Tuomy-Wilhoit (VF : Pascal Grull) : Nicky Katsopolis (saisons 1 et 2)
- Dylan Tuomy-Wilhoit (VF : Hervé Grull) : Alex Katsopolis (saisons 1 et 2)
- Ashley Liao (VF : Corinne Martin) : Lola, amie de Jackson et Ramona (saisons 1 à 3)
- Gianna DiDonato : Crystal, ex petite amie de Matt
- Virginia Williams : C.J. Harbenberger, ex-fiancée de Steve
- Mckenna Grace : Rose Harbenberger, fille de C.J. et petite amie de Max
- Isaak Presley (VF : Sophie Arthuys) : Bobby Popko, ami de Jackson et Ramona
- Marla Sokoloff : Gia Mahan, mère de Rocki
- Landry Bender : Rocki, petite-amie de Jackson

Photos des acteurs récurrents
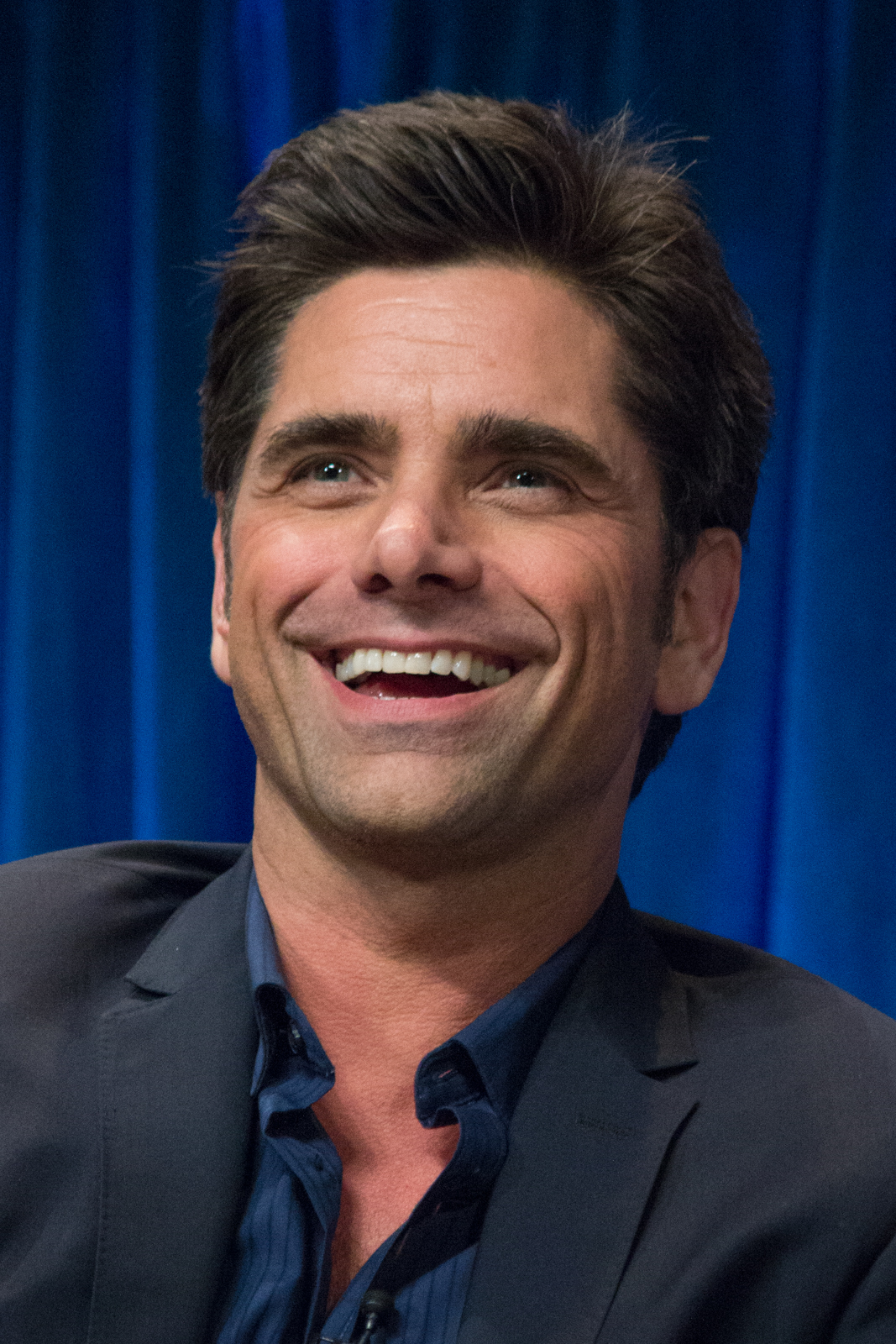
John Stamos
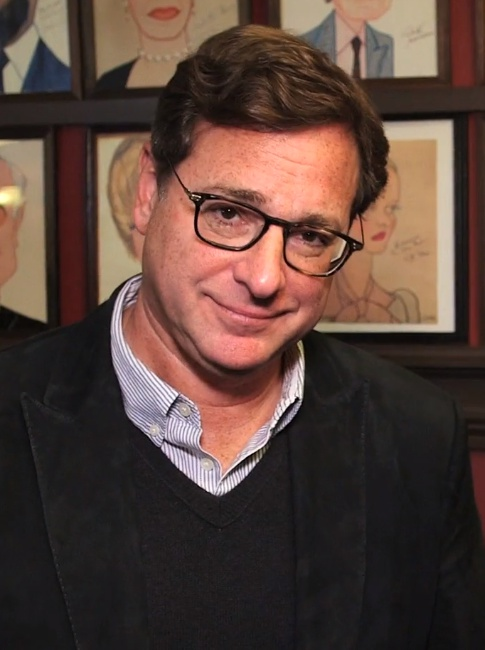
Bob Saget
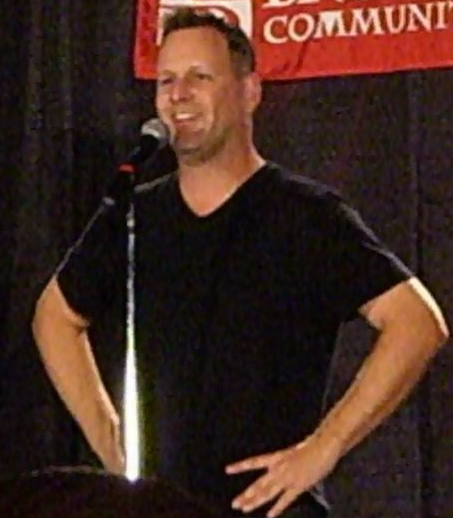
Dave Coulier
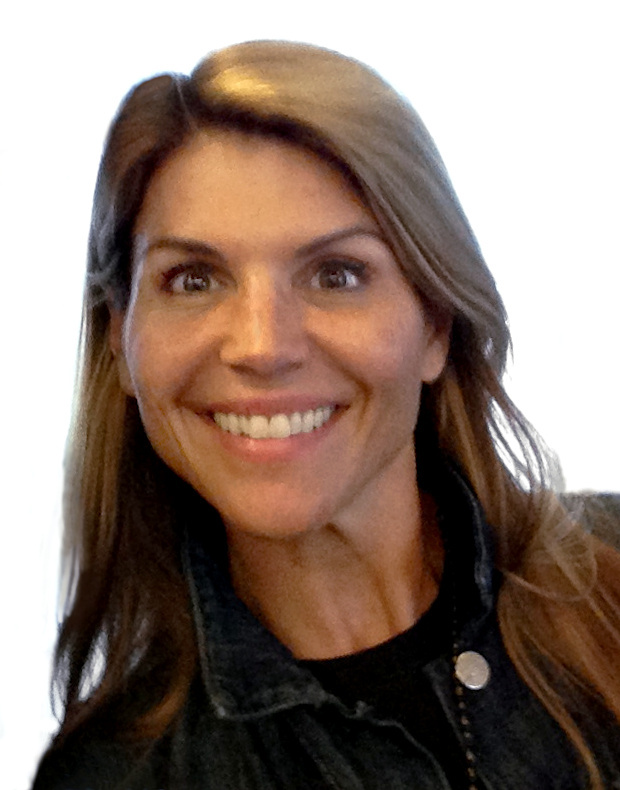
Lori Loughlin

### Invités
- Eva LaRue : Teri Tanner, la deuxième femme de Danny
- Macy Gray : elle-même
- Michael Sun Lee : Harry Takayama
- Robin Thomas (VF : Constantin Pappas) : Dr Fred Harmon
- Maksim Chmerkovskiy (en) : lui-même
- Valentin Chmerkovskiy (en) : lui-même
- Lonzo Ball : lui-même
- Lee Majors : James (saison 4)
- Lindsay Wagner : Millie (saison 4)
- Lainie Kazan : Irma (saison 4)
- Josh Peck : Ben, papa hipster (saison 4)
- Maria Canals Barrera : Nadia, mère de Fernando (saison 4)
- Ben J. Pierce : Casey (saison 4)
- Leslie Grossman : docteur (saison 4)

- Version française
  - Société de doublage : Chinkel[1]
  - Directeur artistique : Martin Brieuc [1]

 Source et légende : version française (VF) sur RS Doublage

## Production

### Développement
En août 2014, des rapports ont circulé, indiquant que Warner Bros Télévision envisageait un redémarrage de la série. John Stamos, qui possède des parts dans la série, a tenté de relancer la série en production. La rumeur dit que le producteur d'origine Robert L. Boyett et le créateur Jeff Franklin sont impliqués.
En avril 2015, il est rapporté que Netflix est proche d'un accord pour produire une suite de treize épisodes intitulée Fuller House avec Candace Cameron Bure, Jodie Sweetin, Mary-Kate et Ashley Olsen et Andrea Barber reprenant leurs propres rôles. Un représentant de Netflix déclare que ce rapport n'est "qu'une rumeur". Le rapport mentionnait que Bob Saget & John Stamos & Lori Loughlin & Dave Coulier étaient en négociation pour des caméos dans la série. Jeff Franklin serait théoriquement le show runner et le producteur, associé aux producteurs d'origine, Thomas L. Miller et Robert L. Boyett. En réaction à ce rapport, Bure a tweeté : « Tandis que vous vous demandez tous si l'annonce de Fuller House est vraie ou un poisson d'avril, vérifiez [lien vers son prochain téléfim] » et Stamos : « Ne croyez rien de ce que vous entendez, et uniquement la moitié de ce que vous voyez. »
Le 20 avril, John Stamos est apparu sur le Jimmy Kimmel Live!, confirmant que la suite de la série avait été confirmée, une saison de treize épisodes devant être diffusée en 2016 sur Netflix. Parallèle de la série originelle, l'intrigue principale de Fuller House serait centrée sur D.J., mère de deux enfants et enceinte du troisième, récemment veuve, dont la sœur Stéphanie et la meilleure amie Kimmy emménagent avec elle pour l'aider à élever les garçons. La série démarre par un épisode spécial présentant une réunion de la famille Tanner.
Le 21 avril, Netflix a confirmé que la série était en développement. Le tournage de la série a débuté en juillet 2015 et duré jusqu'à novembre 2015. En décembre 2015, la date officielle de sortie de la série a été annoncée, le 26 février 2016. Plus tard dans le mois, Carly Rae Jepsen a révélé qu'elle et Butch Walker avaient recréé le générique de La Fête à la maison, « Everywhere You Look » (originellement interprété par Jesse Frederick, qui a co-écrit la chanson avec Bennett Salvay), pour la nouvelle série.
Le 2 mars 2016, la série est renouvelée pour une deuxième saison de treize épisodes.
Le 24 décembre 2016, la série est renouvelée pour une troisième saison de dix-huit épisodes.
Le 30 janvier 2018, la série est renouvelée pour une quatrième saison de treize épisodes.
Le 31 janvier 2019, la série a été renouvelée pour une cinquième saison, qui sera la dernière. Aux prises avec des problèmes judiciaires, Lori Loughlin n'en fera pas partie.

### Casting
Bien que ne faisant pas partie de la distribution régulière, John Stamos (Jesse Katsopolis) a confirmé qu'il ferait des apparitions de temps en temps et qu'il aurait un rôle de producteur. L'annonce de la série a soulevé la question de l'implication possible de Mary-Kate et Ashley Olsen (Michelle Tanner). Le lendemain, Mary-Kate a indiqué qu'elle et sa sœur « venaient d'apprendre la nouvelle » et essayaient de prendre contact avec les créateurs pour « voir ce qui allait se passer ». Ashley a dit qu'elle prévoyait d'appeler Bob Saget, pour « avoir son opinion ». Les sœurs ont choisi de ne pas revenir dans la série en mai 2015. En juillet 2015, le responsable des programmes Netflix, Ted Sarandos, a déclaré qu'il était toujours possible pour les Olsen de revenir en tant que Michelle si elles le souhaitaient, bien qu'elles ne l'aient finalement pas fait. En janvier 2016, il a été révélé qu'Ashley Olsen avait choisi de ne pas revenir parce qu'elle n'avait pas joué la comédie depuis 10 ans. Mary-Kate a déclaré qu'elle souhaitait reprendre le rôle, mais n'avait pas pu pour conflit d'agenda. À la suite de cela, les auteurs ont révélé que Michelle serait absente de la série parce que le personnage était trop occupé à lancer une carrière dans la mode à New York. En janvier 2016, il a été révélé que la jeune sœur des jumelles Olsen, Elizabeth Olsen, avait été contactée pour voir si elle serait intéressée pour jouer Michelle, mais qu'elle avait finalement décliné la proposition.
En mai 2015, Lori Loughlin a confirmé qu'elle reprendrait son rôle de Becky Katsopolis et a tweeté une photo des plateaux deux mois plus tard, confirmant que Jesse et elle étaient toujours mariés. Le retour de Bob Saget et Dave Coulier a été confirmé. En juin 2015, Netflix a fait passer des auditions pour les rôles de Teri, la nouvelle femme de Danny et de Fernando, l'ex-mari de Kimmy. Eva LaRue a obtenu le rôle de Teri un mois plus tard. C'est également en juin 2015 que Scott Weinger a confirmé qu'il reprenait le rôle de Steve Hale, l'ex-petit-ami de D.J. dans la série, et que Dylan et Blake Tuomy-Wilhoit ont confirmé qu'ils feraient des apparitions en tant que Nicky et Alex Katsopolis. En août 2015, Bure a annoncé que Michael Campion, Elias Harger et Soni Bringas tiendraient respectivement les rôles de Jackson Fuller, Max Fuller et Ramona Gibbler.
En octobre 2015, il a été révélé que Michael Sun Lee jouerait le rôle d'une version adulte de Harry Takayama (le meilleur ami d'enfance de Stéphanie), tandis que Juan Pablo Di Pace jouerait le rôle récurrent de Fernando, l'époux du personnage de Kimmy Gibbler, interprété par l'actrice Andrea Barber.

## Épisodes
| Saisons | Saisons | Nombre d'épisodes | Diffusion originale sur Netflix | Diffusion originale sur Netflix |
| ------- | ------- | ----------------- | ------------------------------- | ------------------------------- |
|         | 1       | 13                | 26 février 2016                 | 26 février 2016                 |
|         | 2       | 13                | 9 décembre 2016                 | 9 décembre 2016                 |
|         | 3       | 18                | 22 septembre 2017               | 22 décembre 2017                |
|         | 4       | 13                | 14 décembre 2018                | 14 décembre 2018                |
|         | 5       | 18                | 6 décembre 2019                 | 2 juin 2020                     |

### Première saison (2016)
Cette saison a été mise en ligne globalement le 26 février 2016.
1. Une sacrée nouvelle équipe (Our Very First Show, Again)
2. Le Changement de chambre (Moving Day)
3. Jeux à l'ancienne (Funner House)
4. Tentative d'évasion (The Not-So Great Escape)
5. Max la Menace (Mad Max)
6. La Légende d'El Explosivo (The Legend of El Explosivo)
7. La Fête ratée de Ramona (Ramona's Not-So-Epic Party)
8. Secrets, mensonges et camions de pompiers (Secrets, Lies and Firetrucks)
9. La Guerre des Roses (War of the Roses)
10. Un pas de géant (A Giant Leap)
11. Associations en soirée (Partnerships in the Night)
12. Le Premier Rencard (Save the Dates)
13. De l'amour dans l'air (Love Is in the Air)

### Deuxième saison (2016)
Cette saison a été mise en ligne globalement le 9 décembre 2016.
1. Bienvenue à la maison (Welcome Back)
2. Une mère poule (Mom Interference)
3. Un premier baiser pas terrible (Ramona's Not-So-Epic First Kiss)
4. La Pire Maison d'Halloween (Curse of Tanner Manor)
5. Papa toutou (Doggy Daddy)
6. Il faut sauver Thanksgiving (Fuller Thanksgiving)
7. Les Girl Talk (Les girl talk)
8. Qui aurait pu imaginer (A Tangled Web)
9. Les Meilleurs Parents (Glazed & Confused)
10. Les New Kids (New Kids in the House)
11. La Soirée des anciens élèves (DJ and Kimmy's High School Reunion)
12. Casse-noisette (Nutcrackers)
13. Un bébé pour le réveillon (Happy New Year Baby)

### Troisième saison (2017)
Une troisième saison de dix-huit épisodes a été annoncée, les neuf premiers le 22 septembre 2017 les neuf suivants le 22 décembre 2017.
1. Les Meilleurs Vacances (Best Summer Ever)
2. Jambe dans le plâtre (Break a Leg)
3. Déclarations d'indépendance (Declarations of Independence)
4. Mon petit suçon (My Little Hickey)
5. Oncle Jesse fait du baby-sitting (Uncle Jesse's Adventures in Babysitting)
6. Ma Ramona (M-M-M-My Ramona)
7. La Robe de mariée (Say Yes to the Dress)
8. Parlons de bébé (Maybe Baby)
9. Mariage ou pas... (Wedding or Not Here We Come)
10. Le Mariage japonais de ma meilleure amie (My Best Friend's Japanese Wedding)
11. La Montagne du Troll (Troller Coaster)
12. Rentrée intense à Bayview High (Fast Times at Bayview High)
13. Au secours de Tommy (A Tommy Tale)
14. Ancêtres et mères porteuses (Surrogate City)
15. Le Cordon ombilical spirituel (Soul Sisters)
16. Mon merveilleux conte de fées (Happily Ever After)
17. Brouillard et pressentiments (Fullers in a Fog)
18. La Magie originelle (Here Comes the Sun)

### Quatrième saison (2018)
Cette quatrième saison de treize épisodes a été mise en ligne le 14 décembre 2018.
1. Nom d'un père Noël ! (Oh My Santa)
2. Le Grand Soir (Big Night)
3. Être utile (A Sense of Purpose)
4. Rendez-vous manqué (Ghosted)
5. On n'y échappe pas (No Escape)
6. La Sortie des drôles de dames (Angel's Night Out)
7. Président Fuller (President Fuller)
8. Mr Jackson et son chauffeur (Driving Mr Jackson)
9. Les Fils parfaits (Perfect Sons)
10. Le Pied en or (Golden-Toe Fuller)
11. C'est toujours ouvert (It's Always Open)
12. Le Bal (The Prom)
13. La Première (Opening Night)

### Cinquième saison (2019-2020)
Cette dernière saison est en deux parties, dont la première est parue le 6 décembre 2019, et la deuxième le 2 juin 2020.
1. Bienvenue à la maison, bébé-sans-nom ! (Welcome Home, Baby-to-Be-Named-Later)
2. Hale's Kitchen
3. Une affaire de famille (Family Business)
4. La Soirée des mamans (Moms' Night Out)
5. Fuller multijoueur (Ready Player Fuller)
6. L'Oiseau du maire (The Mayor's Bird)
7. La Course incroyable de DJ : édition anniversaire (DJ's Amazing 40th Birthday Race)
8. Les Cinq rendez-vous de Kimmy Gibbler (Five Dates with Kimmy Gibbler)
9. La Surprise (A Modest Proposal)
10. Un costume sur mesure (If the Suit Fits)
11. Trois mariages et une comédie musicale (Three Weddings and a Musical)
12. Un Thanksgiving glacial (Cold Turkey)
13. Le Tour des campus (College Tours)
14. Une championne en devenir (Basic Training)
15. Soyez vous-mêmes ! (Be Yourself, Free Yourself)
16. Le Jeu des presque mariés (The Nearlywed Game)
17. Un objet emprunté (Something Borrowed)
18. Encore un dernier épisode (Our Very Last Show, Again)

## Distinctions
| Année | Prix                                     | Catégorie                                | Nomination                                           | Résultat   |
| ----- | ---------------------------------------- | ---------------------------------------- | ---------------------------------------------------- | ---------- |
| 2016  | 18e cérémonie des Teen Choice Awards     | Meilleure alchimie                       | Candace Cameron Bure, Jodie Sweetin et Andrea Barber | Nomination |
| 2017  | 19e cérémonie des Teen Choice Awards     | Meilleure actrice dans une série comique | Candace Cameron Bure                                 | Lauréat    |
| 2017  | 19e cérémonie des Teen Choice Awards     | Meilleure série comique                  | La Fête à la maison : 20 ans après                   | Lauréat    |
| 2017  | 30e cérémonie des Kids' Choice Awards    | Émission TV familiale préférée           | La Fête à la maison : 20 ans après                   | Lauréat    |
| 2017  | 43e cérémonie des People's Choice Awards | Série de prime comique du câble préférée | La Fête à la maison : 20 ans après                   | Lauréat    |
| 2018  | 20e cérémonie des Teen Choice Awards     | Meilleure série comique                  | La Fête à la maison : 20 ans après                   | Nomination |
| 2018  | 20e cérémonie des Teen Choice Awards     | Meilleur acteur dans une série comique   | Elias Harger                                         | Nomination |
| 2018  | 20e cérémonie des Teen Choice Awards     | Meilleure actrice dans une série comique | Candace Cameron Bure                                 | Nomination |